# Braniștea (Galați)
Braniștea es una comuna ubicada en el distrito de Galați, Rumania.

## Superficie
Posee una superficie de 61,95 kilómetros cuadrados.

## Demografía
Hasta 2021 la población era de 3956 habitantes, con una densidad de población de 63,86 habitantes por kilómetro cuadrado.